# Hraunfossar
Le cascate Hraunfossar del fiume Hvítá (Borgarfjörður) nell'Islanda occidentale, sembrano sgorgare direttamente dal campo lavico di Hallmundarhraun, originato da un'eruzione dei vulcani che si trovano sotto il ghiacciaio Langjökull. Da qui il nome, infatti "hraun" significa "lava" in islandese. Si trovano molti piccoli fiumiciattoli che defluiscono dalla lava per una lunghezza di circa 900 metri.
Le cascate Hraunfossar si trovano vicino Húsafell e Reykholt nell'Islanda occidentale e di poco a valle rispetto alla cascata Barnafoss.